# Пјано (Тренто)
Пјано је насеље у Италији у округу Тренто, региону Трентино-Јужни Тирол.
Према процени из 2011. у насељу је живело 263 становника. Насеље се налази на надморској висини од 843 м.